# Исторический архив и музей Идры
 Исторический архив и музей Идры (греч. Ιστορικό Αρχείο - Μουσείο Ύδρας, ΙΑΜΥ) — один из самых значительных музеев связанных с историей Греческой революции, греческого флота и историей греческого государства последних двух веков. Расположен на острове Идра в Эгейском море.

## Остров
Остров Идра с его 120 вооружёнными торговыми кораблями, наряду с островами Спеце и Псара, был одним из основных оплотов Греческой революции на море. В течение двух веков этот маленький остров дал возрождённой Греции несколько десятков адмиралов, включая командующих флотом, и несколько десятков политиков, включая 5 премьер-министров страны и первого (третьего) президента Греческой республики адмирала Кунтуриотиса.
В силу этого архив и музей острова имеет общенациональное значение.

## История создания

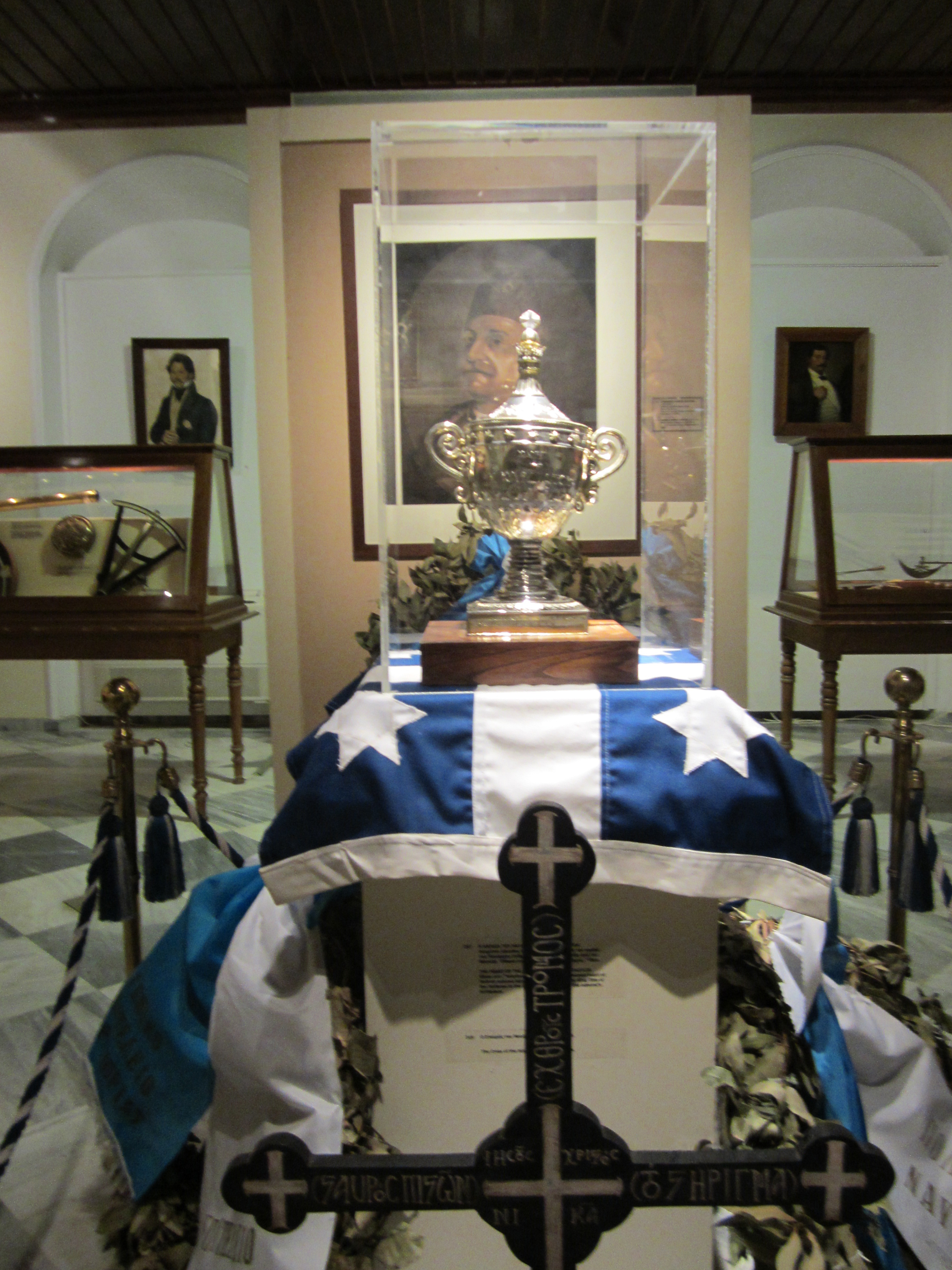
Лекиф с сердцем адмирала Миаулиса

Исторический архив и музей Идры был создан в апреле 1918 года и располагался в здании построенном на деньги идриота судовладельца и мецената Гикаса Н. Кулураса. Врач и мэр Идры Антониос Д. Лигнос взял на себя архивирование документов из Архива Общины Идры (1708—1865), которые Лигнос обнаружил в храме Богородицы, чем и положил начало созданию Музея и Библиотеки на острове.
В 1952 году Кулурас подарил здание Греческому государству. С этого года Архив и Музей находятся в ведомстве Министерства культуры и Архива Греческой республики.
В 1972 году старое здание было снесено и на его месте было построено новое. Официальное открытие нового здания состоялось в 1996 году.

## Архив
Архив хранит, собирает, изучает и публикует документы связанные с историей Идры, её традициями и культурой. В особенности это относится к лидирующей роли острова в XVIII и XIX веках. Ядром является Архив общины Идры (1708—1865), насчитывающий около 18,000 первичных документов, рукописей, кодексов и списков, детально обрисовывающих дореволюционные и послереволюционные годы греческой истории.
Следуют образовательные, административные, церковные и частные архивы с середины XIX века и до наших дней.

## Музей
Здание музея функционирует на двух уровнях. На первом этаже представлены реликвии Балканских и Первой и Второй мировых войн. Гальюнные фигуры кораблей Греческой революции, Большая Карта Ригаса Ферреоса, напечатанная в Вене в 1793 году, представлены на первом этаже. Здесь же создана картинная галерея, с картинами кораблей революции работы греческих и иностранных художников.
Венки от Военно-морского флота Греции еженедельно возлагаются у серебряного лекифа с забальзамированным сердцем адмирала Миаулиса (сердце покойного адмирала было забальзамировано 11 июня 1835 года, по приказу короля Оттона).
Здесь же, рядом с портретами героев Греческой революции, выставлен бюст уроженца острова и героя Аргентины Николаоса Колманиатиса Георгиу). Бюст работы аргентинского скульптора Луиса Перлотти был подарен острову Эвитой Перон.
Выставлены также костюмы Идры, оружие идриотов, гравюры, морские карты и маленькая утварь XVIII—XIX веков

## Библиотека
Библиотека насчитывает 6000 томов старых и редких изданий, начиная с начала XVIII века. Библиотека постоянно обогащается изданиями связанными с историей и культурой острова.

## События
Музей регулярно организует выставки, концерты, театральные представления, лекции, представления новых книг, съезды и семинары.